# Pseudomeloe roubaudi
Pseudomeloe roubaudi là một loài bọ cánh cứng trong họ Meloidae. Loài này được Escomel miêu tả khoa học năm 1923.